# Grb Abhazije
Grb Republike Abhazije je abhazijski parlament sprejel po razglasitvi odcepitve od Gruzije 23. julija 1992.
Grb je navpično razdeljen na belo in zeleno polovico, ki simbolizirata duhovnost in mladost. Na grbu, ki je obrobljen z rumeno barvo se nahajata dve manjši in ena velika osemkraka zvezda rumene barve, ki predstavljajo enotnost vzhoda in zahoda, kar simbolizira tudi stilizirani konjenik na letečem konju rumene barve, ki se razteza preko ščita. Konjenik izvira iz Nartskih epov severnega Kavkaza.